# Nadbramna cerkiew Świętej Trójcy
Nadbramna cerkiew Świętej Trójcy, nadbramna cerkiew Troicka (ukr. Троїцька надбрамна церква) – jedna z cerkwi wchodzących w skład kompleksu ławry Peczerskiej, położona bezpośrednio nad główną bramą kompleksu. Została wybudowana w stylu staroruskim w latach 1106–1108, następnie przebudowana w epoce baroku. 

## Historia
Fundatorem cerkwi był Światosław II, książę czernihowski, który w listopadzie 1106 porzucił swój dotychczasowy status społeczny i został mnichem. On również sfinansował klasztorny szpital Świętej Trójcy. Po ataku Mongołów na Kijów w 1240 i zniszczeniu głównej cerkwi kompleksu klasztornego cerkiew Świętej Trójcy przejęła jej funkcje. W 1631 Petro Mohyła założył przy cerkwi szkołę, która w 1658 miała stać się Akademią Mohylańską. U schyłku XVII wieku cerkiew została odnowiona i przebudowana w stylu baroku kozackiego sumptem hetmana Iwana Mazepy.
W latach 1900–1901 przeprowadzona została pierwsza poważna konserwacja fresków rozmieszczonych na murach zewnętrznych świątyni oraz w jej bezpośrednim sąsiedztwie. Z kolei w latach 1957–1958 na terenie obiektu miały miejsce prace konserwatorskie, w czasie których uzupełniono zniszczone freski oraz pozłocono kopuły cerkiewne.

## Architektura
Cerkiew położona jest bezpośrednio nad Świętymi Wrotami. Jej usytuowanie wskazuje zarówno na planowaną funkcję sakralną, jak i ewentualną funkcję obronną. Wejście do cerkwi prowadzi przez zewnętrzne schody. Obiekt jest trójnawowy. 
Fasada obiektu łączy elementy staroruskie i barokowe. Do pierwszej grupy należy charakterystyczny portal otaczający Święte Wrota oraz osiem figuralnych fresków położonych w kolumnach między wąskimi, prostokątnymi oknami. Z kolei elementem barokowym są położone na fasadzie sztukaterie oraz górująca nad całością złota kopuła (dobudowana w XVII wieku). Również w epoce baroku elewacja obiektu została pomalowana na kolor jasnobłękitny. W czasie tej samej przebudowy, na przełomie XVII i XVIII wieku wykonano większość fresków zdobiących wnętrze cerkwi, między innymi scenę wygnania kupców ze świątyni, wizerunek Chrystusa oraz zespół scen opartych na folklorze ukraińskim. Także sceny typowo biblijne pozostają pod wyraźnym wpływem ludowym.